# 马克罗比乌斯
马克罗比乌斯（拉丁語：Ambrosius Theodosius Macrobius），约活动于公元4世纪前后。古罗马作家，曾以其独具匠心的作品而闻名于世。尽管他的生平事迹众说纷纭，但他仍然能够凭借试图对荒诞不经的现象进行解释而著名，其作品现已失传。